# 奧諾島
奧諾島是太平洋島國斐濟的島嶼，位於該國兩個主島之一維提島的南面，面積30平方公里，島上最高點海拔高度354米。島上居民主要從事第一產業，重新造林的計劃正在進行。
18°54′S 178°29′E / 18.900°S 178.483°E